# Passagem do Noroeste
Passagem do Noroeste 
(em vermelho).
A Passagem do Noroeste é uma via marítima composta por uma sequência de estreitos no norte da América, acima do Círculo Polar Árctico, e que permitem a ligação do estreito de Davis ao estreito de Bering, ou seja, entre o oceano Atlântico e o oceano Pacífico.
A Passagem do Noroeste consiste numa série de canais profundos entre as ilhas que compõem o Arquipélago Árctico Canadiano. Tem cerca de 1 450 km de comprimento.

## Importância estratégica e económica
A Passagem é uma rota possível através das ilhas do norte do Canadá, quase sempre cobertas e rodeadas de gelo. Tem-se falado muito na possibilidade da passagem se abrir por causa do efeito de aquecimento global e consequente degelo, o que diminuiria consideravelmente o trajecto marítimo entre a Europa e a Ásia. Até à data a rota só era praticável por navios com potência suficiente para quebrar gelos e durante os meses mais quentes do Verão árctico; no entanto, a ESA  (European Space Agency) divulgou recentemente que a passagem está aberta e limpa de gelo, tendo divulgado imagens de satélite que mostram que o degelo deste verão (2007) levou à abertura da passagem. O gelo do Árctico derreteu em 2007 dez vezes mais depressa do que no ano anterior, o que foi decisivo para esta inesperada abertura da Passagem do Noroeste (os cientistas previam que tal só acontecesse algures durante as próximas duas décadas).
Especulava-se nos meios do transporte internacional de mercadorias que esta via pudesse vir a ser navegável na década de 2020, e que se poderia converter numa eficaz rota de substituição dos actuais trajectos pelo Canal do Panamá ou pelo Canal do Suez. Por exemplo, hoje em dia o trajecto Londres - Osaka é de 23 300 km pelo Canal do Panamá e de 21 200 km pelo Canal do Suez. Esta viagem seria de apenas 15 700 km pela Passagem do Noroeste. Se a abertura da passagem que se está a verificar no verão de 2007 se mantiver, provavelmente assistir-se-à a estas alterações das rotas comerciais.

## História da exploração da Passagem do Noroeste

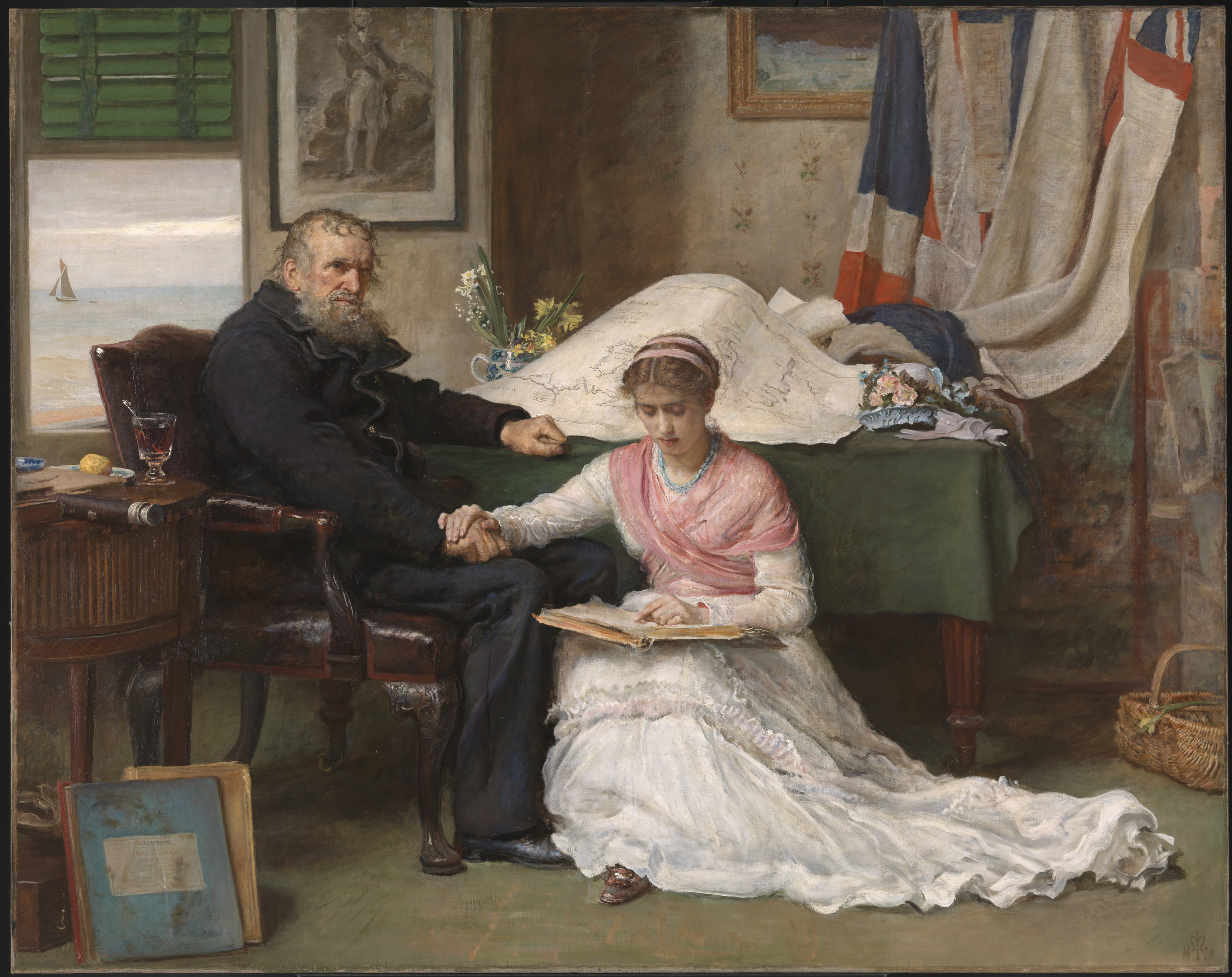
A Passagem do Noroeste (1874), pintura de John Everett Millais representando a frustração britânica pelas falhas sucessivas na sua descoberta

Em meados do século XV os turcos otomanos tomaram o controlo do Médio Oriente, com a Queda de Constantinopla, impedindo as potências europeias de viajar até à Ásia por via terrestre, o que motivou a procura de caminhos marítimos e a era dos Descobrimentos Portugueses e de outras nações.
Em 1497, O rei Henrique VII da Inglaterra enviou John Cabot à procura do que os ingleses chamariam Passagem do Noroeste, que seria feita por um lendário Estreito de Anian. Encontrar Anian foi um dos maiores objectivos dos exploradores marítimos dos séculos XVII a XIX. As rotas marítimas mais propícias entre a Europa e o Extremo Oriente passavam pelo sul da América ou de África mas estavam bloqueadas durante o século XVI pelas armadas de Espanha e Portugal.
Em 1500, o Rei D. Manuel I de Portugal terá enviado Gaspar Corte-Real à descoberta de terras e de uma "Passagem noroeste para a Ásia". Corte-real chegou à Groenlândia pensando ser a Ásia, mas não desembarcou. Numa segunda viagem à Groenlândia em 1501, com o seu irmão Miguel Corte-Real em três caravelas. Encontrando o mar gelado, mudaram e rumo para Sul, chegando a terra, que se pensa ter sido Labrador e Terra Nova.
Em 1588, durante uma viagem do governador das Filipinas, D. Lorenzo Ferrer Maldonado, o piloto português João Martins conseguiu aquela que foi a primeira conquista da Passagem Noroeste, descobrindo também o que mais tarde se viria a chamar Estreito de Bering.
Além de Cabot, navegadores como Martin Frobisher, Willem Barents, Francis Drake ou James Cook exploraram as gélidas e inóspitas águas do norte do Canadá. Alguns acabaram derrotados pelo frio extremo e ventos contrários.
A história de James Cook é diferente e reveladora. Como afirma o antropólogo Marshall Sahlins, é um exemplo significativo da relação inter-cultural entre os exploradores europeus e as populações nativas. Cook, primeiramente recebido como um Deus (o tão esperado Deus Tono, de acordo com a historiografia Hawaiana), foi recebido com festa e presenteado com a princesa Hawaiana e recebido com uma grande festa, com direito a dez mil pessoas cantando e louvando, na praia, a chegada do tão esperado Deus. Quando o rei Hawaiano Kalaniopu´s percebe o poder que Cook havia conquistado, é organizada uma situação na qual Cook é obrigado a enfrentá-lo. Cook acaba esfaqueado e morto (não sabe-se ao certo por quem) e mesmo assim, agraciado e louvado pelas mesmas pessoas que o endeusaram poucas semanas antes. Para mais detalhes, consultar o capítulo 4 do livro "Ilhas de História", de Marshall Sahlins.
Henry Hudson também tentou encontrá-la quando explorava a Baía de Hudson, mas foi abandonado pela tripulação amotinada para morrer de fome ou frio. Em 1789, Alexander Mackenzie descobriria o rio que leva o seu nome. Durante um tempo a procura da Passagem do Noroeste foi abandonada.
Em 1817 o governo britânico ofereceu uma recompensa de 20 000 libras esterlinas para quem achasse a citada passagem, o que incentivou a organização de numerosas expedições. De todas as que foram feitas a viagem mais trágica foi sem dúvida a de Sir John Franklin, efectuada em 1845, da qual ninguém regressaria vivo. Em 1906 o norueguês Roald Amundsen conseguiu alcançar com um pequeno veleiro a costa pacífica do Alaska após uma viagem de três anos, fazendo a primeira travessia da passagem noroeste do mundo moderno.

## O futuro da Passagem do Noroeste

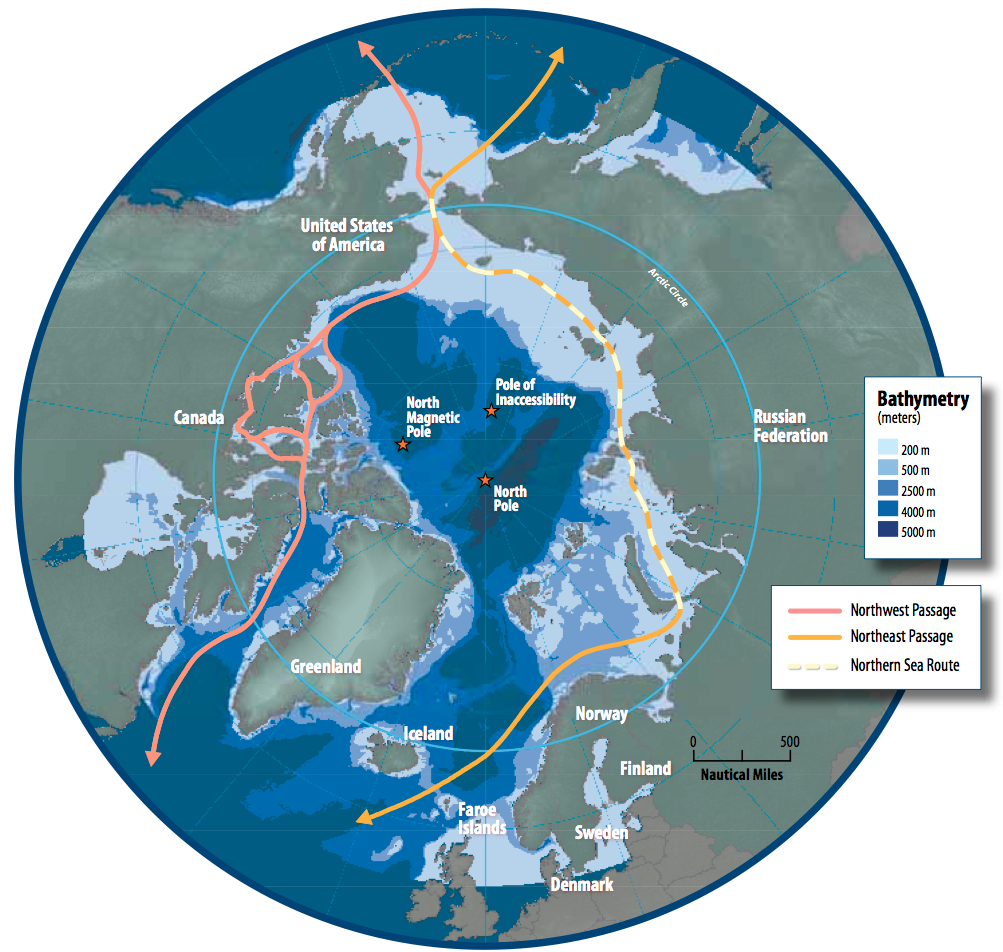
Passagem Noroeste (rosa, norte das Américas) e Passagem Nordeste (laranja, norte da Eurásia): rotas marítimas que ligam o Atlântico ao Pacífico através do oceano Ártico.

Enquanto o Canadá considera a Passagem do Noroeste inteiramente incluída nas suas águas territoriais, muitos outros países, incluindo os Estados Unidos da América, países europeus e asiáticos argumentam que a rota é situada em águas internacionais, pelo que a navegação deveria ser livre. Face a isto e alguma tensão internacional iniciada em 2005 com a presença de um submarino da Marinha dos Estados Unidos nestes estreitos setentrionais, o Canadá anunciou em 2007 a sua intenção de reforço de presença militar na zona para demonstrar a sua soberania no território.
Neste território encontraram-se nas últimas décadas importantes reservas de petróleo, gás, diamantes e chumbo, cuja exploração pode ser activada neste século.